# Ijebu
Ijebu également connu sous le nom de Jebu ou Geebu est un royaume Yoruba dans le Nigeria précolonial et est toujours un royaume à ce jour. Il a été formé aux alentours du XVe siècle. Selon la légende, sa dynastie régnante a été fondée par Obanta dont le nom personnel était Ogborogan d'Ile-Ife. Son successeur contemporain est l'un des États traditionnels du pays.

## Histoire du royaume

### Organisation
Le royaume est l'un des plus développés de la région avec un gouvernement complexe et très organisé. La capitale se trouve à Ijebu Ode où l'Awujale a son palais. L'Awujale est contrebalancé par l'Osugbo (connu sous le nom d'Ogboni dans d'autres régions du Nigéria), un conseil composé d'hommes nés libres et titrés, qui fait office de tribunal du royaume. L'Osugbo est divisé en six groupes selon le rang, le plus élevé étant l'iwarefa, dont le chef, l'Oliwa, était la deuxième personnalité la plus puissante de la nation. L'Olisa, que l'on pourrait décrire comme le maire d'Ijebu Ode, est également puissant.

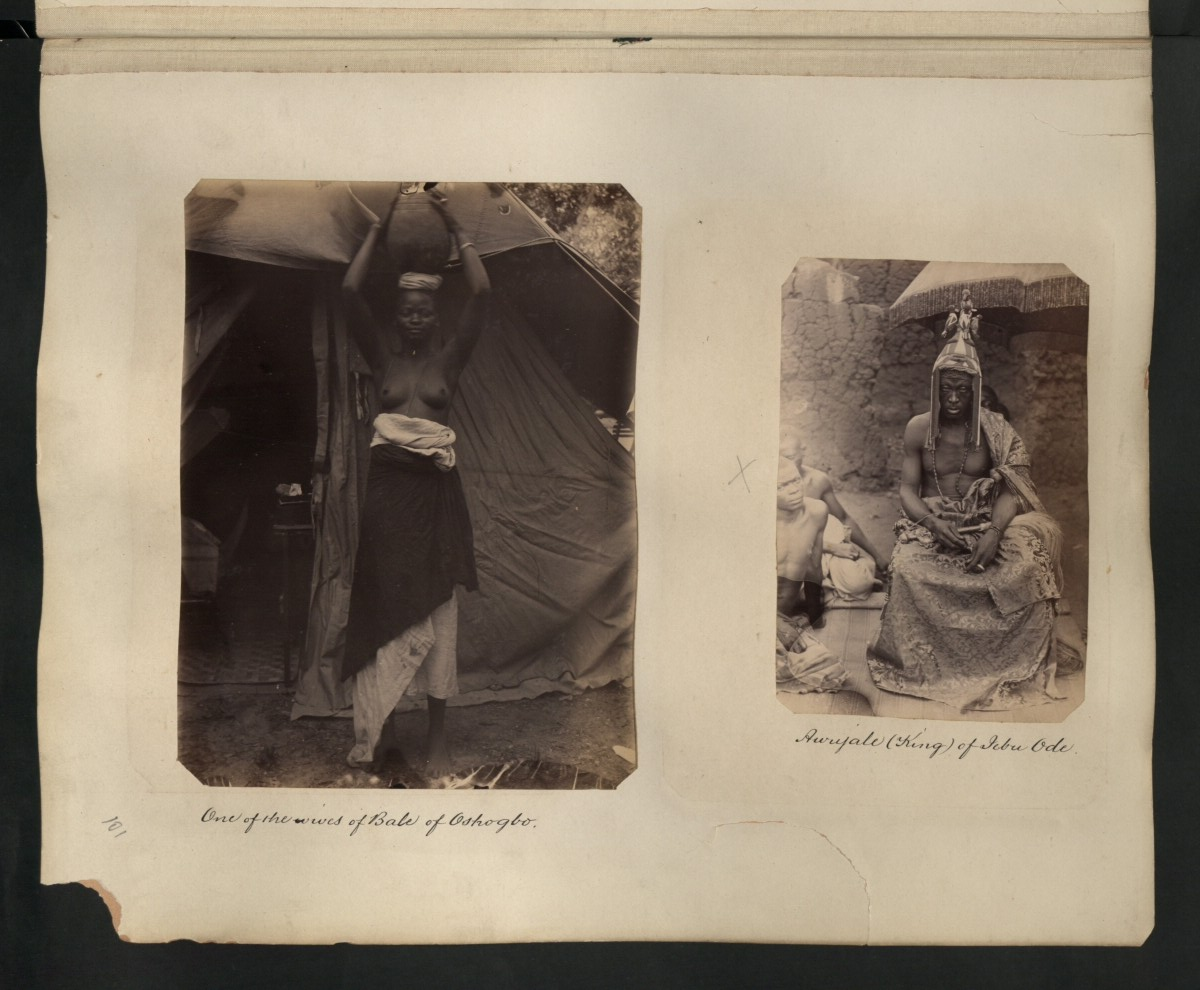
Le roi d'Ijebu (à droite)

Comme de nombreuses sociétés africaines, Ijebu était également divisé en trois classes d'âge, et ces groupes avaient chacun leurs propres chefs. Le royaume est composé de plusieurs villes et s'étend à certaines parties de l'État de Lagos et borde l'État d'Ondo. Ces villes comprennent Ijebu-Igbo, Imota, Ikorodu, Epe, Lagos, Ijebu-Isiwo, Ogun Waterside, Iwopin, Lekki dans l'État de Lagos, Ijebu-Imushin, Ijebu-Ife, Apunren, Erunwon, Isonyin, Ososa, Odogbolu et Ago-Iwoye.

### Contacts européens
Vers 1485, une expédition portugaise entre en contact avec le royaume d'Ijebu qui est nommé pour la première fois dans les sources européennes entre 1505 et 1508 par Duarte Pacheco Pereira. Il indique qu'un fossé entoure la ville d'Ijebu. Cette enceinte correspond à l'Eredo de Sungbo, un système défensif de près de 180 kilomètres de long et délimitant un territoire de 1000 km² correspondant au royaume d'Ijebu .
Une campagne de fouilles menée en 2016 permet de dater un segment de cette grande enceinte au début du XVe siècle et permet de couper court à des spéculations faisant remonter sa potentielle fondation entre 800 et 1000.

### Montée en puissance
L'État a gagné en puissance aux XVIIIe et XIXe siècles, principalement en raison de sa position importante sur les routes commerciales entre Lagos et Ibadan. Le royaume a imposé des limites strictes au commerce, insistant pour que tout le commerce à travers la région soit effectué par les marchands d'Ijebu. Ce monopole a apporté de grandes richesses au royaume, mais a également agacé les Européens. 
En 1892, l'Empire britannique déclare la guerre aux Ijebu en réponse à leurs barrières commerciales. Les Britanniques sortent victorieux du conflit et s'emparent de la capitale des Ijebu, brûlant la salle de réunion des Osugbo. Comme l'a noté le gouverneur colonial Frederick Lugard, 1er Baron Lugard, les Britanniques ont fait un usage efficace du canon Maxim pendant le conflit ; lorsque Lugard s'est défendu en réponse aux critiques concernant le taux élevé de pertes causées par les canons Maxim employés par les troupes sous son commandement pendant les campagnes militaires dans le Protectorat de l'Ouganda, il a déclaré : " Sur la côte ouest, dans la guerre du 'Jebu', entreprise par le gouvernement, on m'a dit que plusieurs milliers de personnes avaient été fauchées par le Maxim ".
Après la colonisation britannique, la capitale a servi de centre administratif pour les fonctionnaires coloniaux alors que le royaume était annexé à la colonie du Nigeria du Sud. Aujourd'hui, il constitue l'un des États traditionnels du Nigeria.
Le royaume d'Ijebu est gouverné par un roi et son groupe d'anciens titrés, qui sont généralement des hommes d'un statut supérieur et d'une influence considérable. Le conseil gouverne la région et compte des représentants d'autres conseils déconcentrés qui n'ont plus aucun pouvoir. Depuis l'invasion de Lord Lugard, ces conseils ont continué à se réunir et à conseiller les rois Obanta, leur pouvoir étant toutefois largement cérémoniel depuis l'établissement de l'administration coloniale dans leur protectorat. Les anciens étaient connus pour représenter leurs différents villages et la volonté du peuple, mais ils ne jouent plus un rôle aussi important dans le processus cérémoniel. Les anciens ont tous reçu des titres individuels et l'ancien principal a reçu le titre de prince, bien qu'il ne puisse hériter de la royauté que dans des circonstances particulières. La croyance traditionnelle qui régissait la monarchie était similaire à celle du Mandat du Ciel chinois.
Le type de Yoruba parlé à Ijebuland est l'Ijebu, un dialecte Yoruba du sud-est (SEY).
Le roi actuel est Oba Sikiru Kayode Adetona.